# Yu Chien Tseng
Yu Chien Tseng (en chino tradicional, 曾宇謙; pinyin, Tseng Yeǔ-Chien)(n. 24 de agosto de 1994) es un violinista taiwanés. Fue laureado en 2012 en el Concurso Musical Internacional Reina Isabel de Bélgica,  país en el que también ganó la competición Musiq'3 y el premio de Radio Klara  otorgado por el público. En 2015 ganó el segundo lugar en el Concurso Internacional Chaikovski, el premio más relevante en esa ocasión puesto que el primer lugar se declaró desierto ese año. Tseng ha realizado grabaciones discográficas para Fuga Libera y para el Museo Chimei.

## Datos biográficos
Yu Chien Tseng nació en Taipéi, Taiwán. Durante sus años de escuela pre-primaria, los padres de Tseng llegaron a temer que padecía una cierta sordera y lo llevaron a los médicos para su valoración. Una vez que estuvieron seguros de que su audición era normal, lo inscribieron en un curso de percusiones. Empezó a estudiar el violín a la edad de cinco años. Cuando cumplió seis participó en su primer concierto con la Orquesta Sinfónica de Taipéi. Ha estudiado con Po-Shan Lin, Ying-Liang Shen, I-Ching Li and C. Nanette Chen en Taiwán. Desde 2008 estudió en el Instituto Curtis de Música, bajo la dirección de los profesores Ida Kavafian y Aaron Rosand.  Ha dado conciertos en diversas ciudades de Estados Unidos de América, Europa y Asia.

## Premios
- 2006: Tercer lugar en el Concurso Yehudi Menuhin para jóvenes violinistas[5]
- 2009: Primer lugar en el décimo Concurso Pablo Sarasate en Pamplona. España[6]
- 2010: Premio Associazione Amici di Paganini y premio en memoris del doctor Enrico Costa en el Concurso Paganini[7][8]
- 2011: Premio especial en el International Tchaikovsky Competition[9]
- 2011: Primer premio de la Isang Yun Competition en Tongyeong (Corea del Sur)[10]
- 2012: Quinto premio Queen Elizabeth Competition[11]
- 2015: Primer premio en el Concurso Internacional para Violín de Singapur[12][13]
- 2015: Segundo en el XV International Tchaikovsky Competition (primer lugar desierto)[14][15]

## Discografía
- Franck, Ravel, Debussy - French Violin Sonatas (Fuga Libera: FUG597)[16]
- Sarasate Violin Pieces (Chimei Museum: S000887011011088)[17]